# Argema
Argema é um gênero de mariposas, ou traças, pertencentes à família Saturniidae